# Kaloula borealis
Kaloula borealis es una especie  de anfibios de la familia Microhylidae.

## Distribución geográfica
Se encuentra al noreste de Asia ( China y Corea principalmente).

## Estado de conservación
Se encuentra amenazada de extinción por la pérdida de su hábitat natural.